# Wilhelm Karl von Treuenfels
Wilhelm Karl von Treuenfels (* Oktober 1740 in Oberkaufungen; † 15. Juli 1813 in Breslau) war ein preußischer Generalleutnant und Chef des Infanterieregiments Nr. 29.

## Leben

### Herkunft
Seine Eltern waren der hessische Rittmeister Johann Julius von Treuenfels und dessen Ehefrau Gertrud Elisabeth, geborene Kröschel, verwitwete Schminke.

### Militärkarriere
Treuenfels kam 1757 noch während des Siebenjährigen Krieges in die Hessische Garde. Die hessische Armee stand seiner Zeit bei der Alliierten Armee im Westen. Er kämpfte in den Schlachten bei Minden, Lutterberg, Vellinghausen, Friedberg, Wilhelmsthal  sowie bei den Belagerungen von Marburg, Wesel und Ziegenhain. Bei letzter wurde er verwundet. Er wurde 1758 Sergeant im Regiment „Troll“, am 5. Juli 1759 wurde er Fähnrich der Garde und am 27. April 1760 Sekondeleutnant im 4. Garde-Bataillon.
Nach dem Krieg wurde Treuenfels im Jahr 1767 in die 2. Garde versetzt, 1768 kam er in das Regiment „Prinz Karl“ und 1770 wurde er dann Stabshauptmann im Leibfüsilier-Regiment. 1774 wechselte er in preußische Dienste, am 4. Februar 1774 kam er als Kapitän und Kompaniechef in das Infanterieregiment Nr. 54. Mit dem Regiment nahm er 1778/79 am Bayrischen Erbfolgekrieg teil. Er wurde am 10. März 1784 zum Major befördert und am 7. Dezember 1784 zum Kommandeur des I. Bataillons ernannt. Am 27. Juni 1790 wurde er zum Kommandeur des II. Bataillons. Am 27. Mai 1791 wurde er Oberstleutnant, am 25. August 1792 Regimentskommandeur und am 11. Februar 1793 Oberst. Er nahm 1794 am Feldzug in Polen teil. In der Schlacht bei Warschau geriet er verwundet in Gefangenschaft, wurde aber bald ausgetauscht.
Am 1. März 1798 wurde er zum Chef des Infanterieregiments Nr. 29 ernannt, dazu erhielt er am 11. Juni 1798 die Beförderung zum Generalmajor. Er nahm 1806 noch am Vierten Koalitionskrieg teil und kam zum Korps Rüchel. In der Schlacht bei Jena wurde er beim Angriff auf Kapellendorf verwundet. Am 26. August 1808 wurde er mit dem Charakter eines Generalleutnants verabschiedet, dazu erhielt er eine Pension von 1200 Talern, wovon aber nur 600 Taler ausgezahlt wurde. Am 22. Februar 1810 erhielt er „in Rücksicht auf seine Dürftigen Verhältnisse“ ein Geschenk von 200 Talern und am 7. März 1810 erhielt er „in Rücksicht, dass ihr der älteste Generalmajor in der Armee waret und im Kriege verwundet worden seit“ eine Zulage von 200 Talern. Er starb am 15. Juli 1813 in Breslau.

## Familie
Treuenfels heiratete am 10. August 1776 Leopoldine Wilhelmine Mauritiane von Krosigk (* 3. Januar 1753), verwitwete von Young. (Tochter von August Wilhelm Friedrich von Krosigk (1706–1790) aus dem Haus Alsleben). Das Paar hatte mehrere Kinder:
- August Elisabeth Charlotte (* 15. Mai 1777) ⚭ 1799 Karl Friedrich Reinhard von Schierstedt, Oberstleutnant und Kommandeur des Ulanen-Regiments Nr. 7
- Karoline Wilhelmine (* 1778) ⚭ 1813 Hans von Held (* 15. November 1764; † 20. Mai 1842), Ober-Akzise- und Zollrat, Salzfaktor und Schriftsteller[3]
- Auguste (* 1780), Stiftsdame zu Marienfließ in Pommern
- Sophie Henriette (* 17. Oktober 1781)
- Ernst Friedrich Wilhelm (* 14. Oktober 1786; † 14. Juni 1839)[4], hatte als Paten König Friedrich Wilhelm II., Herr von Neuhof und Möllenbeck ⚭ Margaretha von Bülow (* 4. Mai 1797; † 23. Februar 1857), aus dem Haus Zülow[5]